# Haar (Bawaria)
Haar – miejscowość i gmina w Niemczech, w kraju związkowym Bawaria, w rejencji Górna Bawaria, w regionie Monachium, w powiecie Monachium. Leży około 10 km na wschód od centrum Monachium, przy autostradzie A99, drodze B304 i linii kolejowej Monachium – Rosenheim – Innsbruck/Salzburg.

## Dzielnice
- Haar
- Eglfing
- Gronsdorf
- Ottendichl
- Salmdorf

## Demografia
Dane o ludności z 31 grudnia 2008:
| Opis                                | Ogółem | Ogółem | Kobiety | Kobiety | Mężczyźni | Mężczyźni |
| ----------------------------------- | ------ | ------ | ------- | ------- | --------- | --------- |
| Jednostka                           | osób   | %      | osób    | %       | osób      | %         |
| Populacja                           | 19 025 | 100    | 9948    | 52,29   | 9077      | 47,71     |
| Wiek przedprodukcyjny (0–17 lat)    | 3128   | 16,44  | 1538    | 8,08    | 1590      | 8,36      |
| Wiek produkcyjny (18–65 lat)        | 11 986 | 63     | 6122    | 32,18   | 5864      | 30,82     |
| Wiek poprodukcyjny (powyżej 65 lat) | 3911   | 20,56  | 2288    | 12,03   | 1623      | 8,53      |

## Polityka
Wójtem gminy jest Helmut Dworzak z SPD, rada gminy składa się z 24 osób.
|      | CSU | SPD | FW | Zieloni | Razem |
| 2008 | 9   | 13  | –  | 2       | 24    |
| 2002 | 10  | 12  | 1  | 1       | 24    |